# Ausatmung (Kurzgeschichte)
Ausatmung (im englischen Original Exhalation) ist eine Science-Fiction-Kurzgeschichte des amerikanischen Autors Ted Chiang über den Zweiten Hauptsatz der Thermodynamik, zuerst veröffentlicht in der Anthologie Eclipse 2: New Science Fiction and Fantasy editiert von Jonathan Stahan und später erschienen in der gleichnamigen Anthologie Exhalation. Eine deutsche Übersetzung von molosovsky erschien im Jahr 2011 in der Anthologie Die Hölle ist die Abwesenheit Gottes.

## Handlung
In einer außerirdischen Welt von der Form eines gewaltigen Tanks leben mechanische und durch Luft betriebene Lebensformen, welche daher auf unter Druck gesetztes Argon aus dem Untergrund in als „Lungen“ („lungs“) bekannten Behältern zum Überleben angewiesen sind. Als sich herausstellt, dass sich langsam sämtliche Uhren beschleunigen ohne eine Fehlfunktion aufzuweisen, entdeckt ein Wissenschaftler die Ursache in der verlangsamten Funktion ihrer eigenen Gehirne.
Vorsichtig untersucht der Wissenschaftler sein eigenes Gehirn, bestehend aus durch Druckluft betriebene goldene Klappen und entdeckt dabei die unausweichliche Angleichung aller Druckunterschiede, welche zwangsläufig zum Ende ihrer Spezies führen wird. Obwohl es Theorien über Welten außerhalb ihrer Tanks gibt, können sie nicht hinausbohren und fliehen. Die einzige Hoffnung ist, dass eines Tages jemand von außerhalb ihre Welt erreicht und diese hinterlassene Botschaft über ihre Zivilisation und ihre Entdeckungen findet, eingeschlossen die wie das Universum als gewaltiger angehaltener Atem begann.

## Hintergrund
Exhalation gewann 2009 den Hugo Award für die beste Kurzgeschichte.

## Kritik
Die Astronomical Society of the Pacific bezeichnete Exhalation als „wundervolle Parabel“ („wonderful parable“), während The Encyclopedia of Science Fiction sie als „klar“ („limpid“) und „elegantes Gedankenexperiment“ („elegant thought experiment“) beschrieb. Das California Sunday Magazine lobte die Kurzgeschichte als „innovative Meditation über den Tod“ („inventive meditation on death“).